# Angustalius
Angustalius és un gènere d'arnes de la família Crambidae.

## Taxonomia
- Angustalius besucheti (Bleszynski, 1963)
- Angustalius casandra Bassi in Bassi & Trematerra, 2014
- Angustalius ditaeniellus Marion, 1954
- Angustalius malacelloides (Bleszynski, 1955)
- Angustalius malacellus (Duponchel, 1836)
- Angustalius philippiellus Viette, 1970

## Espècies antigues
- Angustalius hapaliscus (Zeller, 1852)